# Медведев, Кирилл Васильевич
Кирилл Васильевич Медведев (1887, Ферзиковская волость, Калужский уезд, Калужская губерния, Российская империя  — 1958) — участник революционного движения, советский партийный и государственный деятель, председатель Калужского губернского комитета РКП(б) (1919).

## Биография
Образование среднее.
Вступил в РСДРП(б) после Февральской революции 1917 г., участвовал в создании большевистской организации в г. Жиздра. Делегат II Всероссийского съезда Советов рабочих и солдатских депутатов 25-26 октября 1917 г.
С ноября 1917 по январь 1918 г. — военный комиссар Жиздринского уезда.
В январе 1918 на 1-м губернском съезде Советов был избран в состав исполнительного комитета губернского совета, а затем губернского комитета РКП(б). Работал военкомом, комиссаром юстиции Калужской губернии, редактором газеты «Коммуна».

В январе-июне 1919 г. — председатель Калужского губернского комитета РКП(б).
В июне 1919 г. во главе добровольцев из числа руководителей губернских учреждений отправлен на Южный фронт. Служил в 13-й армии до её расформирования 12 ноября 1920 г. Затем работал на Украине и в Москве.
В 1941 г. в рядах народного ополчения участвовал в обороне Москвы.
Избирался делегатом VIII и IX съездов РКП(б), делегатом II и VI Всероссийских съездов Советов.